# Слабошпицький Михайло Федотович
Миха́йло Федо́тович Слабошпи́цький (28 липня 1946, Мар'янівка — 30 травня 2021, Київ) — український прозаїк, критик, літературознавець, публіцист, громадський діяч, дитячий письменник, член Національної спілки письменників України, лауреат Шевченківської премії 2005 року за роман-біографію «Поет із пекла».

## Життєпис
Закінчив факультет журналістики Київського державного університету імені Тараса Шевченка (1971), працював кореспондентом, був редактором відділу критики газети «Літературна Україна», головним редактором газети «Вісті з України», журналу «Вавилон-XX».
Колишній перший голова секретаріату Української всесвітньої координаційної ради (1992—1998 рр.); Член Центральної ради УНП «Собор» (з 12.1999).
Член Асоціації українських письменників.
З 1995 року — виконавчий директор Ліги українських меценатів, директор видавництва «Ярославів Вал».
Співголова координаційної ради Міжнародного конкурсу знавців української мови імені Петра Яцика.
Від 2006 року секретар ради Національної спілки письменників України.
Батько кіносценариста й режисера Мирослава Слабошпицького та журналістки Іванни Слабошпицької.
Захоплювався колекціонуванням рідкісних українських книг.
Помер 30 травня 2021 року після тривалого онкологічного захворювання. Був похований 2 червня на Байковому кладовищі (ділянка № 33).

## Творчість
Автор книг:
- «Поет з пекла (Тодось Осьмачка)»,
- «Никифор Дровняк з Криниці»,
- «Веньямін літературної сім'ї (Олекса Влизько)»,
- «З голосу нашої Кліо»,
- «Українські меценати»,
- «Українець, який відмовився бути бідним» (про Петра Яцика),
- «Пейзаж для Помаранчевої революції»,
- «25 поетів української діаспори»,

багатьох дитячих оповідань. Його роман «Марія Башкирцева» виходив у перекладах французькою і російською мовами.
Автор понад двох десятків книжок для дітей та юнацтва, прози, публіцистики й літературної критики.
Автор прозових книг для дітей:
- «Славко й Жарко»,
- «Хлопчик Валь»,
- «Озеро Олдан»,
- «Папуга з осінньої гілки»;

повістей:
- «Гілка ялівцю з Сааремаа»,
- «Душі на вітрах»,

книжок критики й літературознавства: «Українська література сьогодні» (співавтор), «Літературні профілі», «Роман Іваничук», «Василь Земляк».
Книжка «Що записано в книгу життя. Михайло Коцюбинський та інші» була презентована у 2012 році в київській «Книгарні Є». У романі автор розповідає про події початку XX століття від імені Михайла Коцюбинського, Володимира Винниченка, Володимира Самійленка та інших постатей. Михайло Слабошпицький писав роман 5 років, матеріали до нього збирав близько 10.
У грудні 2015 року презентував у Києві книжку «Наближення до суті. Літературні долі» — про 35 письменників. Автор книжок-мемуарів «Протирання дзеркала» (2017), «Тіні в дзеркалі» (2018) та «З пам'яті дзеркала. Те, чого ви не прочитаєте в історії літератури» (2019).
Ведучий радіопередач «Екслібрис», «Прем'єра книги», «Нобелівські лауреати», «Літературний профіль».
Володимир Базилевський зазначає, що «Ознака самого стилю Слабошпицького — ясність, що свідчить про ясність думання, і пристрасть там, де важливі, навіть відомі речі». Михайло Слабошпицький займає особливу нішу в сучасній українській літературі та літературознавстві — він пише художньо-біографічні романи про відомих українців — письменників, художників, філантропів-меценатів.

## Цитати
Про М. Слабошпицького як письменника варто судити також із його думок про місію письменництва: «Українські письменники в особливій ситуації, що ти маєш більше відповідальності, ніж твої колеги з Франції, Англії… Український письменник — дерево, яке виросло не там і не так. Український письменник мусить бути революціонером, будителем, просвітителем, навчитилем, моральним авторитетом і поряд зі священником в тому суспільстві стояти, а потім бути, може, письменником. Коли така квола держава і ми всі відчуваємо, що вона не дуже українська держава наша, знову українському письменнику доводиться бути останньою чергою письменником, бо він повинен очолювати демонстрації, протести… Мріється, що нарешті український письменник нарешті стане просто письменником».

## Особисте життя
Одружений вчетверте. Дружина — поетеса Світлана Короненко. Має дітей від двох дружин. Старший син Мирослав (мати — Людмила Пилипівна Слабошпицька, головний редактор дитячого видавництва «Махаон») — сценарист і режисер.
Донька Іванна працює журналістом, син Святослав — бізнесмен.

## Вшанування пам'яті
- В 2024 році у Черкасах Центральній міській бібліотеці для дітей присвоїли ім’я Михайла Слабошпицького.[8]
- У листопаді 2023 року у Києві його іменем була названа Бібліотека імені Михайла Слабошпицького.[9]
- До 75-річчя від дня народження Слабошпицького засновано Всеукраїнську літературну премію названу на його честь. Премію встановлено в номінації художньо-біографічна/мемуарна проза.[10]
- В 2022 році в Черкасах провулок Ломоносова перейменовано на провулок Михайла Слабошпицького.[11]

## Відзнаки
- Лауреат літературно-мистецької премії імені Олександра Білецького (1979);
- Лауреат Літературної премії імені Лесі Українки (1993);
- Лауреат літературної премії імені Олени Пчілки;
- Лауреат літературної премії імені Братів Лепких (1998);
- Лауреат літературної премії «Берег надії» імені Василя Симоненка (1999);
- Лауреат літературної премії «Звук павутинки» імені Віктора Близнеця (2001);
- Лауреат літературної премії імені Михайла Коцюбинського (2003);
- Лауреат Національної премії України імені Тараса Шевченка за роман-біографію «Поет із пекла (Тодось Осьмачка)»(2005)[12];
- Лауреат премії імені Івана Багряного (2007);
- Лауреат літературної премії імені Євгена Плужника: за книги «Протирання дзеркала» (2017), «Тіні в дзеркалі» (2018);
- Лауреат мистецької премії «Київ» (2019).[13]